# Orange Days
Orange Days (オレンジデイズ?, Orenji Deizu) è un dorama primaverile prodotto e mandato in onda dalla TBS in 11 puntate settimanali nel 2004.

## Trama
Kai è uno studente oramai all'ultimo anno d'università che sta specializzandosi in psicologia sociale; cerca al contempo di trovarsi anche un lavoretto part time così da esser in qualche modo autosufficiente e potersi mantener da sé senza dipender in continuazione dalla famiglia. Il traguardo che si prefigge si staglia davanti a lui impegnativo ma raggiungibile in piena tranquillità.
Un giorno passeggiando per il campus incontra una ragazza che sta suonando il violino completamente assorta e dimentica d'ogni altra cosa esterna a sé, e ne rimane incuriosito; verrà così a sapere che la giovane, si chiama Sae, ha perduto quasi completamente l'udito e da quattro anni a questa parte può comunicare solamente utilizzando il linguaggio dei segni. Da allora s'è chiusa sempre più in se stessa e, nonostante il suo carattere sia apparentemente rimasto sempre aperto ed espansivo com'era prima, ne soffre profondamente.
Prima di poter riuscire ad aprirsi completamente l'uno all'altro, confidandosi i propri rispettivi desideri e sogni, dovranno affrontar e superar molte barriere ed ostacoli, create per lo più dalla società circostante, ma anche dalle loro personali insicurezze e debolezze. Entrambi, col reciproco sostegno, diverranno durante il cammino più forti, giungendo alla fine a riconoscer i loro obiettivi e trovar la loro strada nella vita.
Il titolo rimanda ai giorni della giovinezza (detti appunto simbolicamente Orange Days) del gruppetto di studenti collegati ai due protagonisti che, durante il loro ultimo anno di college si troveranno ad aver a che fare coi problemi riguardanti l'amore e l'amicizia, e in generale alla vita lavorativa e sociale. La cosa offerta da Kai a Sae dopo averla ascoltata sul prato è stata un'arancia e ad un certo punto il gruppo di amici decide di confidarsi i rispettivi sentimenti e paure scrivendo su un grosso quaderno arancione.

## Personaggi

### Protagonisti
- Satoshi Tsumabuki - Kai Yuuki:
- Kou Shibasaki - Sae Hagio:
- Manami Konishi come Maho Takagi

Fidanzata di Kai, studentessa post laurea. Un tipo esigente e serio.
- Hiroki Narimiya - Shohei Aida

Amico di Kai
- Eita Nagayama - Keita Yashima

Amico di Kai
- Miho Shiraishi - Akane Ozawa

Amica di Sae
- Yū Yamada - Soyoko Saeki

Una delle innumerevoli amiche, nonché amanti, di Shohei
- Jun Fubuki come Yuriko Hagio

Madre apprensiva di Sae
- Fumiyo Kohinata - professor Sakaida

Un insegnante affabile e gentile con tutti i suoi studenti.
- Juri Ueno come Ayumi Kirishima

Sorella minore di Shohei, è storpia ad una gamba a seguito d'un incidente.
- Ikki Sawamura (ep 8-11) - Haruki Fujii

Pianista di fama e amico d'infanzia di Sae.
- Takashi Kashiwabara - Sano

Carissimo amico di Maho.

### Altri personaggi
- Masaru Nagai - Toru Kakizaki

Violinista appartenente alla stessa orchestra di cui farà parte Sae.
- Eriko Satō (ep 1) come Arisa

Una delle ragazza di Shohei.
- Ken Mitsuishi - Iwasaki
- Satoshi Matsuda (epi 1)
- Jun Matsumoto (attrice)
- Kei Tanaka (epi 8)
- Yumika Tajima
- Kimiko Ikeda - (Ep.8)
- Toru Baba - il fratello minore di Keita (Ep.8)

## Episodi
| Nº | Giapponese 「Kanji」 - Rōmaji                       | In onda        | In onda |
| Nº | Giapponese 「Kanji」 - Rōmaji                       | Giapponese     |         |
| 1  | 「声を無くしたマドンナ」 - Koe o nakushita madon'na | 11 aprile 2004 |         |
| 2  | 「恋の始まり」 - Koi no hajimari                    | 18 aprile 2004 |         |
| 3  | 「君の涙」 - Kimi no namida                         | 25 aprile 2004 |         |
| 4  | 「僕の失恋」 - Boku no shitsuren                    | 2 maggio 2004  |         |
| 5  | 「秘密の夜」 - Himitsu no yoru                      | 9 maggio 2004  |         |
| 6  | 「彼女の恋」 - Kanojo no koi                        | 16 maggio 2004 |         |
| 7  | 「君が好き」 - Kimigasuki                           | 23 maggio 2004 |         |
| 8  | 「結ばれる二人」 - Musuba reru futari               | 30 maggio 2004 |         |
| 9  | 「悲しい運命」 - Kanashī unmei                      | 6 giugno 2004  |         |
| 10 | 「君がいない」 - Kimigainai                         | 13 giugno 2004 |         |
| 11 | 「君の声」 - Kiminokoe                              | 20 giugno 2004 |         |

## Colonna sonora
Theme Song "Sign" dei Mr. Children
- OST Tracks di Naoki Sato: Eternal; Graceful Heart; That's Life; Memoria; Overcast Sky; Yo-Yo Comrade; Liebe; Anxiety; As Good As It Gets; Modest Request; Precious Seasons; Sign-Instrumental Version.
- Altre canzoni:

Shanghai Honey degli Orange Range (Episode 5)
Gavotte e Rondeau (pezzo per violino)